# Pléiades (mythologie)
Pour les articles homonymes, voir Pléiade.

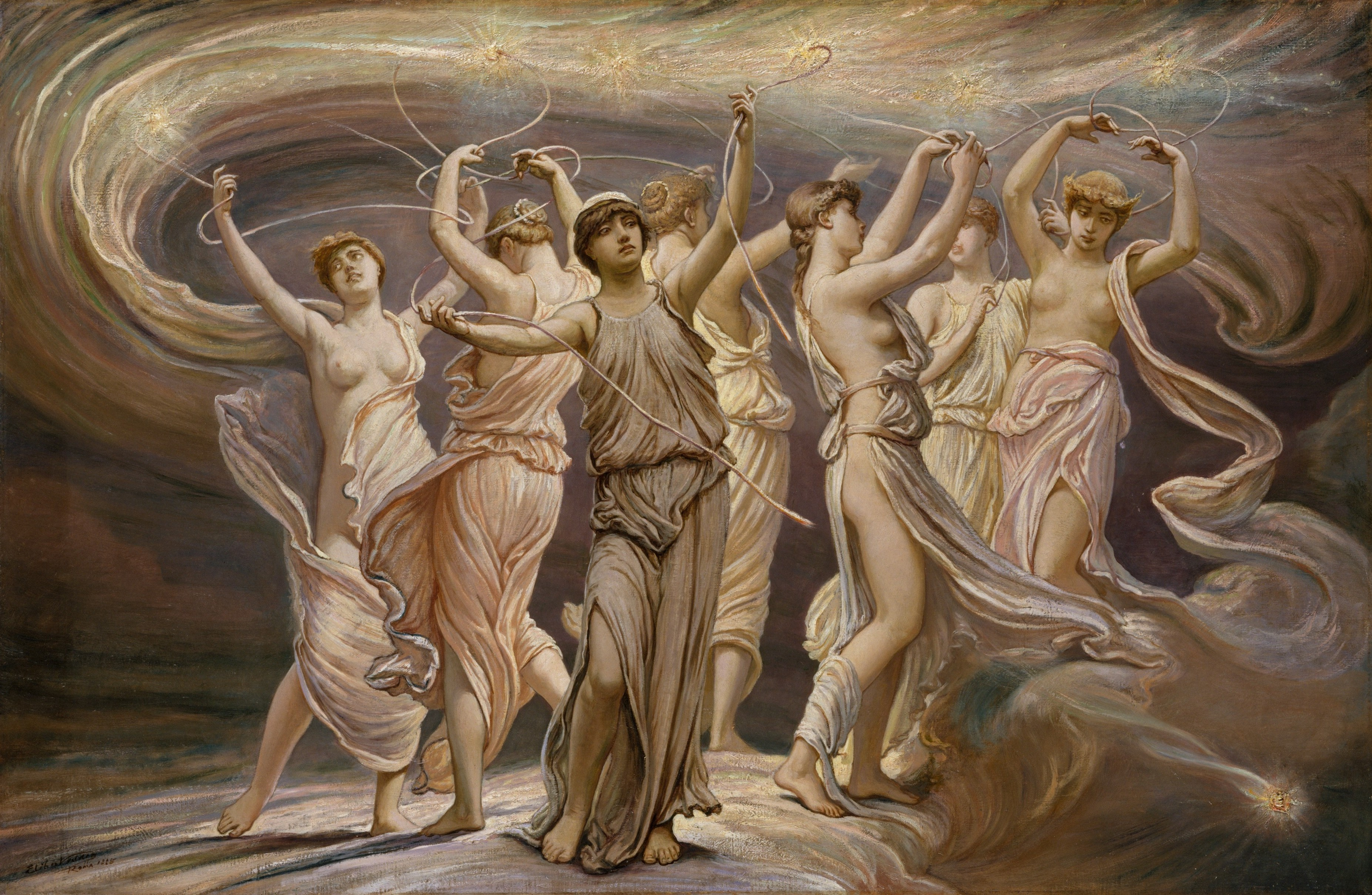
Les Pléiades (1885) par le peintre symboliste Elihu Vedder.

Dans la mythologie grecque, les Pléiades (en grec ancien Πλειάδες / Pleiádes) sont sept sœurs, filles du Titan Atlas et de l'Océanide Pléioné, sœurs des Hyades. Elles se nomment : 
- Maïa, l'ainée et mère d'Hermès ;
- Alcyone (ou Halcyone) ;
- Astérope (ou Stérope) ;
- Céléno (ou Célaéno) ;
- Électre ;
- Taygète ;
- Mérope, la benjamine.

La plupart se sont unies à des dieux, engendrant diverses familles royales telles que celles de Troie ou de Sparte.

## Variantes du mythe

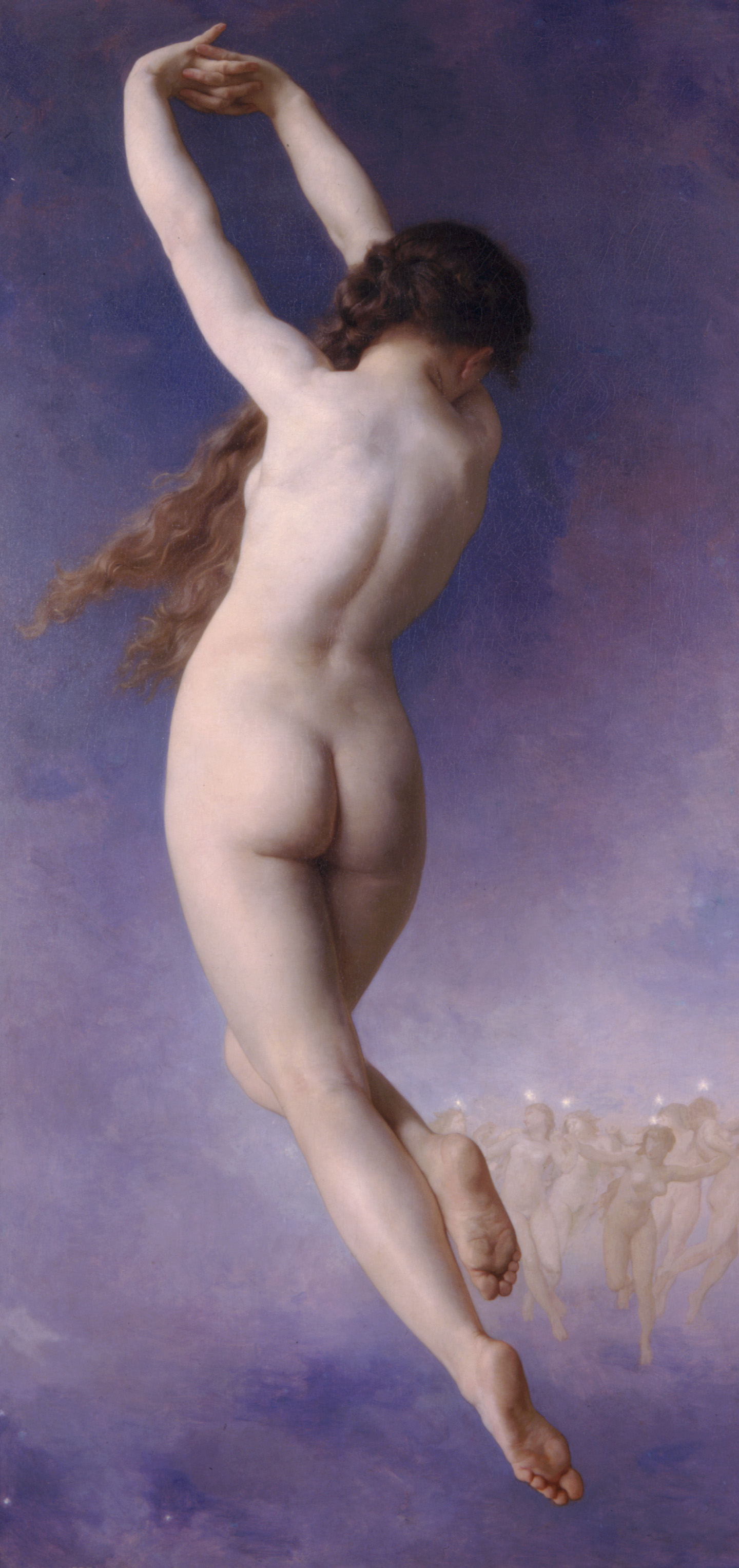
Pléiade perdue (1884) par William-Adolphe Bouguereau.

Elles étaient les compagnes virginales d'Artémis. Lors d'une promenade, le guerrier Orion fut attiré par leur grande beauté, et pendant cinq ans, les pourchassa. Pour les sauver, Zeus les transforma en colombes. Ce n'est qu'à leur mort qu'elles furent placées dans le ciel (catastérisation) pour former l’astérisme des Pléiades. À sa mort, Orion fut aussi représenté dans le ciel, poursuivant les sept sœurs.
Dans une autre version, elles se suicidèrent après la mort de leurs sœurs, les Hyades.
Selon une autre, Zeus les aurait changées en colombes pour les soulager de leur chagrin, car elles étaient inconsolables du châtiment de leur père Atlas.
Hésiode montre dans Les Travaux et les Jours que la course des Pléiades rythme les travaux agricoles et la navigation : 

« Au lever des filles d’Atlas, des Pléiades, on doit commencer la moisson ; à leur coucher, le labourage. Quarante nuits et quarante jours elles restent cachées, pour ne reparaître que quand l’année a terminé son cours, et qu’on commence à aiguiser les faucilles. »

« Quand reviendra le coucher des Pléiades, des Hyades, d’Orion, ce sera, souviens-t’en, le temps de reprendre le labourage »

« Lorsque, fuyant devant le redoutable Orion, les Pléiades se précipitent dans le sombre abîme des flots, de tous les points du ciel les vents soufflent avec furie. N’aie jamais, en ce temps, de vaisseaux sur la mer ; c’est alors, je te le répète encore, ne l’oublie pas, qu’il convient de travailler à la terre. »

## Liens avec d'autres cultures
La disparition mentionnée dans certains mythes de l'une des sept sœurs, Mérope, pourrait correspondre au fait que celle-ci était devenue invisible à l'œil nu,.
En raison des similarités avec un mythe des aborigènes australiens, signalées par l'anthropologue Daisy Bates, le professeur Ray Norris de l'Université de Sydney fait l'hypothèse que ce mythe remonterait à plus de cent mille ans, avant les grandes migrations hors du continent africain. Ces mythes aborigènes racontent que l'une des sept sœurs est morte, se cache d'Orion ou a été enlevée, si bien que seulement six d'entre elles sont visibles. Des récits similaires se retrouvent dans des cultures africaines, asiatiques, indonésiennes ainsi que chez les peuples autochtones d'Amérique. 
Or, comme les Pléiades se déplacent lentement dans le ciel, l'une d'elles, Pléioné, est maintenant si proche de l'étoile Atlas que les deux étoiles ne semblent en faire qu'une seule à l'œil nu, alors que, il y a cent mille ans, Pleione était assez éloignée d'Atlas pour pouvoir être observée comme faisant partie des sept sœurs. 

## Sources
- Alcman (fr. 1 [édition ?]).
- Pseudo-Apollodore, Bibliothèque [détail des éditions] [lire en ligne] (III, 110-111).
- Aratos, Phénomènes (v. 254).
- Hésiode, L'Astronomie (fr. 1 [édition ?]) ; Les Travaux et les Jours [détail des éditions] [lire en ligne] (v. 383, 618).
- Hygin, Astronomie [détail des éditions] [(la) lire en ligne] (II, 7 ; II, 21) ; Fables [détail des éditions] [(la) lire en ligne] (v. 192).
- Lamprocles (en) (fr. 736 de Athénée de Naucratis, Banquet des savants[6])
- Nonnos de Panopolis, Dionysiaques [détail des éditions] [lire en ligne] (III, 330 ; III, 425 ; XIII, 411).
- Ovide, Fastes [détail des éditions] [lire en ligne] (IV, 169 ; V, 79), Métamorphoses [détail des éditions] [lire en ligne] (VI, 172).
- Pindare, Odes [détail des éditions] (lire en ligne) (Néméennes, II, 3).
- Quintus de Smyrne, Suite d'Homère [détail des éditions] [lire en ligne] (II, 549 ; II, 658 ; V, 367 ; XIII, 545).
- Sénèque, Hercule furieux (v. 4), Médée (v. 95), Troades (v. 438).
- Simonide (fr. 555 [édition ?]).
- Stace, Silves [détail des éditions] (I, 6, 21 ; III, 2, 1).
- Strabon, Géographie [détail des éditions] [lire en ligne] (VIII, 3, 19).
- Valerius Flaccus, Argonautiques [détail des éditions] [lire en ligne] (I,646 ; II,356 ; V, 304 ; V, 408).
- Virgile, Géorgiques [détail des éditions] [lire en ligne] (I, 204 ; IV, 232).